# Národní řád cedru
Národní řád cedru (arabsky: وسام الأرز الوطني‎) je druhé nejvyšší státní vyznamenání Libanonské republiky. Založen byl v roce 1939 a je udílen za významné služby pro stát, za činy odvahy a oddanosti vysoké morální hodnoty a za léta veřejné služby.

## Historie
Řád byl založen dne 31. prosince 1936, ale je regulován Libanonským dekoračním kodexem uvedeným ve vyhlášce 122 z 12. června 1959. Pojmenován byl po cedru, který je libanonským národním symbolem a je vyobrazen i na státní vlajce a na státním znaku.
Libanon byl až do roku 1943 francouzskou kolonií a tak i podoba řádového odznaku vychází z designu odznaku francouzského Řádu čestné legie. Avšak řád nikdy nepatřil k francouzským koloniálním řádům. Při svém založení měl pouze jednu třídu, ale již o rok později byl rozdělen do pěti tříd.

## Pravidla udílení
Obvykle je řád udílen prezidentem Libanonu za významné služby pro stát, za činy odvahy a oddanosti vysoké morální hodnoty a za léta veřejné služby. Obvykle je udílen v hodnosti rytíře s možností povýšení do vyšších tříd. Udělení řádu je také spojeno s přiznáním penze, jejíž výše je závislá na udělené třídě a pohybuje se od 150 do 1000 liber.

## Insignie
Řádový odznak má podobu pěticípého bíle smaltovaného maltézského kříže s pozlacenými okraji. Mezi rameny kříže jsou stylizované zeleno-hnědě smaltované cedry. Na lícní straně je uprostřed kruhový červeně smaltovaný medailon s arabským nápisem znamenajícím „Libanon“. Na rubové straně je kruhový středový medailon pozlacen. V medailonu se nachází smaltovaná státní vlajka Libanonu. V průměru je velikost medailonu 20 mm. V rytířské hodnosti je odznak stříbrný, od hodnosti důstojníka výše pak pozlacený.
Řádová hvězda se podobá řádovému odznaku. V hodnosti velkodůstojníka je provedena ve stříbře se zlatým středovým medailonem. V případě velkostuhy je hvězda zlatá se stříbrným středovým medailonem. Ani jedna z hvězd nemá smaltované části.
Stuha je červená s úzkými zelenými okraji.

## Třídy
Řád je udílen v pěti řádných třídách:
- velkostuha (الوشاح الأكبر) – Řádový odznak se nosí na široké stuze spadající z ramene. Řádová hvězda se nosí na levé straně hrudi.
- velkodůstojník (ضابط أكبر)
- komtur (كومندور)
- důstojník (رتبة ضابط)
- rytíř (فارس)

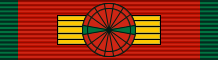
velkostuha
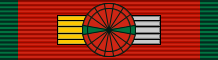
velkodůstojník
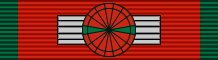
komtur
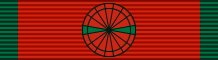
důstojník
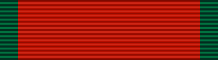
rytíř

## Fotogalerie

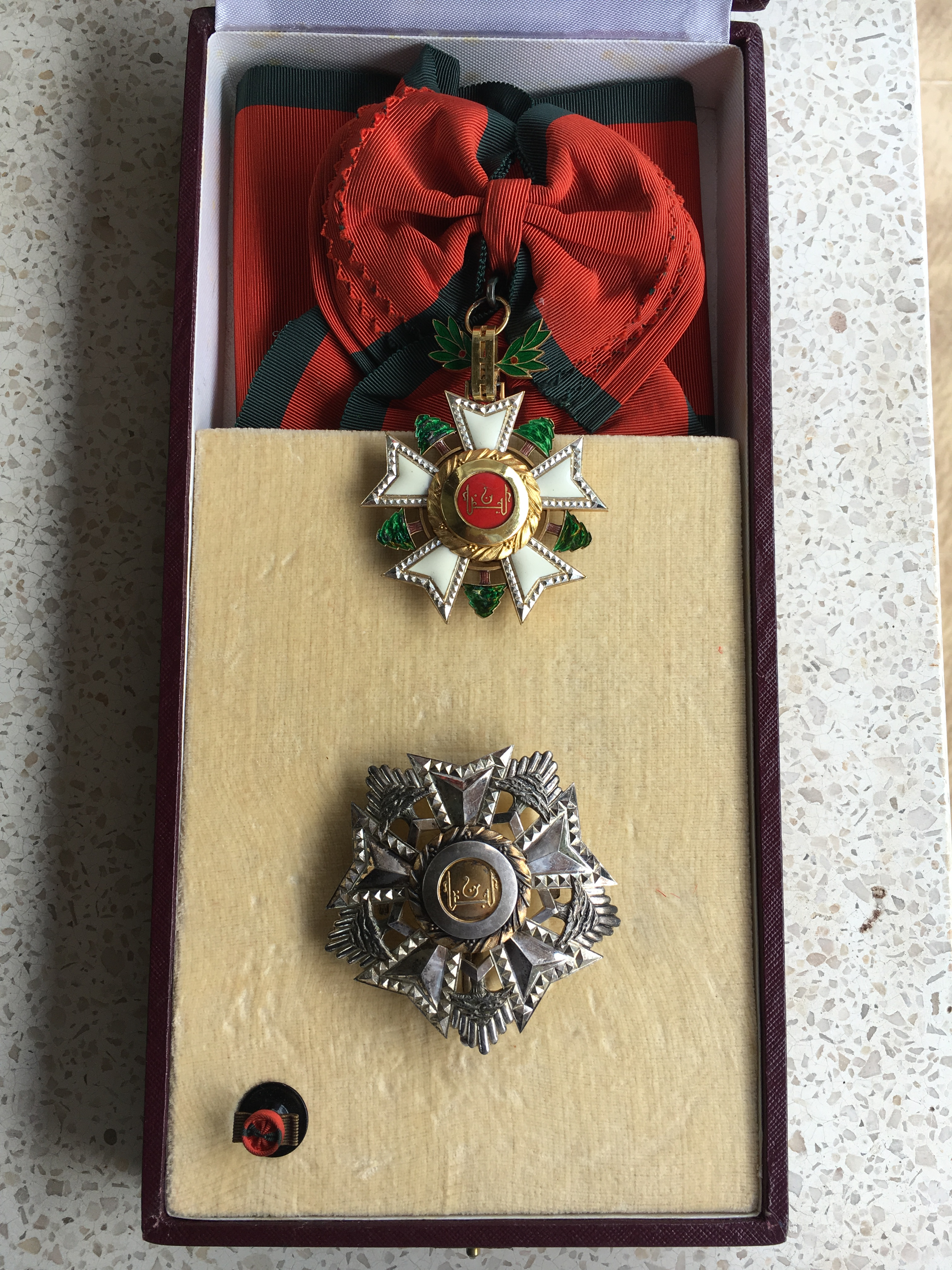
Třída velkostuhy Národního řádu cedru
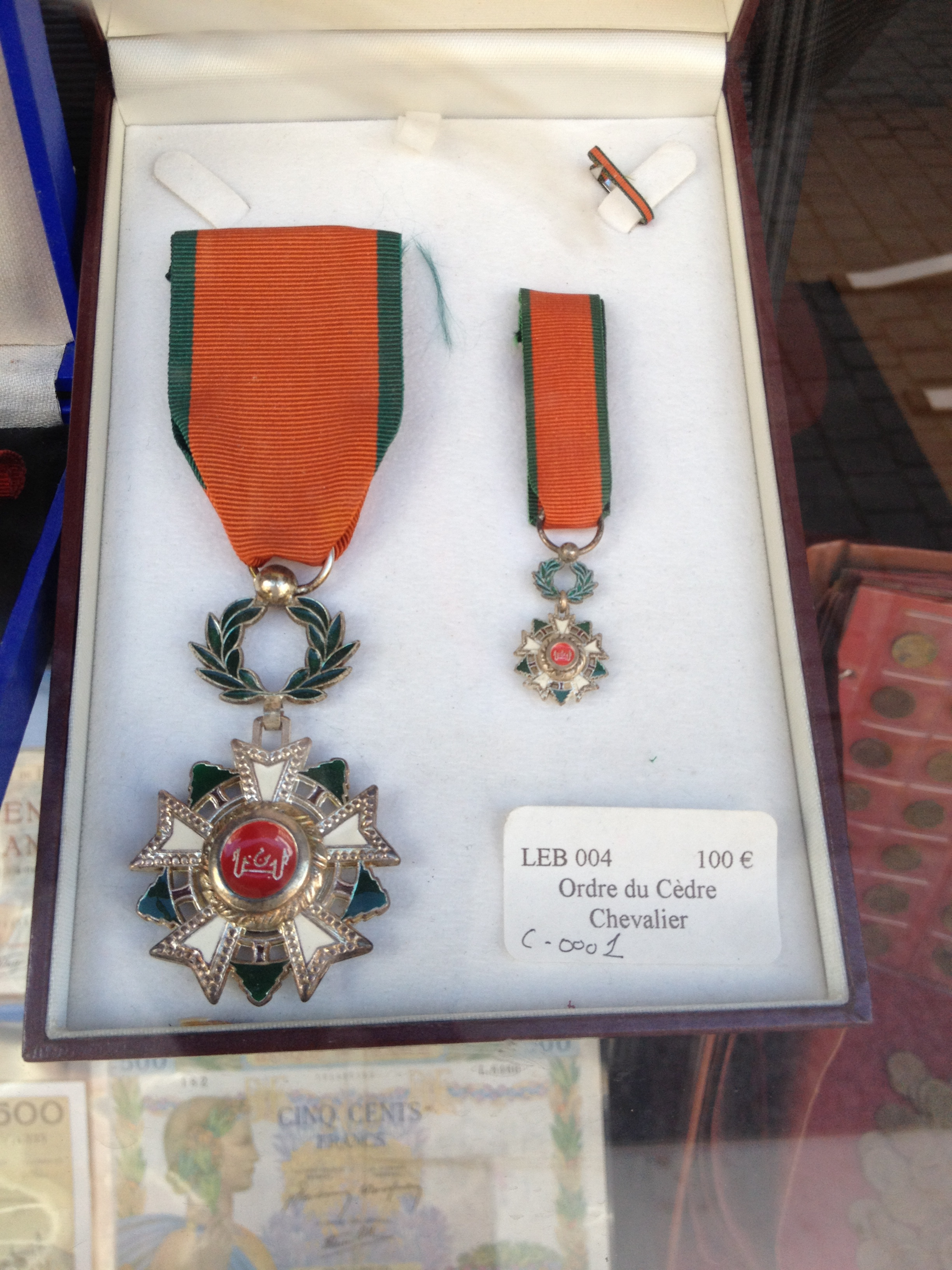
Insignie řádu v hodnosti rytíře